# Parachutes
Parachutes (укр. Парашути) — дебютний студійний альбом англійської альт-рок групи Coldplay. Його вихід відбувся 10 липня 2000 року у Великої Британії і 7 листопада в США. Продюсуванням більшості пісень займалася сама група спільно з Кеном Нельсоном, Один трек спродюсував Кріс Елісон. З альбому вийшло чотири стали хітами синглу: «Shiver», «Yellow», «Trouble», і «Don't Panic».
Альбом виявився успішним з комерційної точки зору і був достатньо тепло прийнятий критиками. Після виходу він швидко досяг першого рядка британських хіт-парадів і надалі став семикратно платиновим. У Сполучених Штатах диск піднявся до 51-го рядка хіт-параду Billboard 200 і згодом отримав статус двічі платинового. У 2002 році альбом завоював премію Нагорода Греммі в номінації «Найкращий альтернативний альбом». Parachutes займає 12-ю позицію в двадцятці найпродаваніших в Сполученому Королівстві альбомів XXI століття; 2001 року він здобув нагороду Brit Awards, як найкращий британський альбом. Станом на 2011 рік у всьому світі продано близько 8,5 млн копій цього альбому.

## Музика і стиль

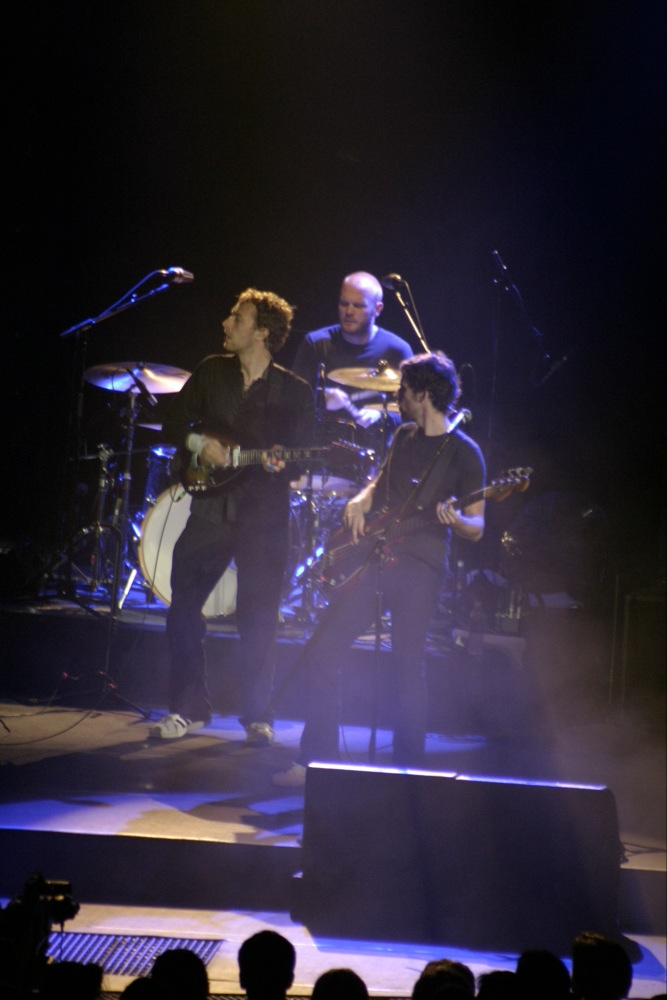
Coldplay виконують «Don't Panic» під час Twisted Logic Tour, 2005 рік

Уїл Чемпіон пояснив, що стиль роботи Кена Нельсона сприяв розкутості та дозволяв групі під час запису альбому почуватись невимушено. В результаті альбом вийшов наповненим мінливими та атмосферними мелодіями. Говорячи про настрої, створювані альбомом, Чемпіон порівняв тексти пісень із композицією Лу Ріда 1972 року «Perfect Day», заявивши, що «тексти красиві, і вони [учасники гурту] дійсно дуже щасливі, але музика дуже сумна. Це той випадок, коли ви можете створити [різні] настрої за допомогою музики та текстів».
Parachutes отримав визнання, як володіючий альт-рок звуком, схожим на Radiohead часів їхнього другого альбому The Bends. Фактично, передбачалося, що комерційному успіху реліз почасти зобов'язаний шанувальникам Radiohead, яких відштовхнули експерименти групи на альбомі Kid A, в якому відчувався вплив електронної музики.

## Реліз та просування
10 липня 2000 року Parachutes вийшов на лейблі Parlophone у Великої Британії і 7 листопада того ж року — в США на Nettwerk. Видають лейбли випустили альбом на різних носіях: та Parlophone, і Nettwerk 2000 року випустили компакт-диск, Capitol в 2001 — аудіокасету. Пізніше Parlophone випустив також та LP-версію альбому.
Звичайна версія альбому містить 10 композицій, при цьому остання з них при тривалості 7 хвилин 15 секунд містить прихований трек «Life is for Living». Японська версія альбому крім десяти основних пісень містить дві додаткові: «Careful Where You Stand» і «For You».
Треки «Shiver», «Yellow», «Trouble», і «Don't Panic» вийшли як сингли. Головним синглом у Великої Британії став «Shiver», в той час як в США це був «Yellow». Після виходу «Trouble» група відмовилася від початкового плану видати четвертий сингл, яким за задумом мав стати «Don 't Panic», оскільки визнала, що трьох синглів з альбому буде достатньо. Утім сингл все ж вийшов в деяких європейських регіонах.
Parachutes приніс групі безліч нагород. Диск переміг 2000 року в номінації «Найкращий альбом» за версією журналу Q і був номінований на Mercury Music Prize, яку Coldplay поступилися гурту Badly Drawn Boy з їх альбомом The Hour of Bewilderbeast. Тим не менше надалі група отримала Нагорода Греммі в номінації «Найкращий альтернативний альбом» і Brit Awards за найкращий британський альбом.

## Відгуки

### Реакція критиків
Parachutes загалом був добре прийнятий європейськими критиками, видання Metacritic поставило йому оцінку 72 з можливих 100. Майкл Хаббард з MusicOMH зазначив, що це альбом «дивовижної глибини, особливо якщо взяти до уваги молодість учасників групи», в той же час Гардіан описала його, як «один з найнатхненніших альбомів року», додавши, що його вирізняють «елегантні пісні, класичні гітари та чудовий спів». Видання NME оцінило альбом у 9 з 10 з поясненням: «… все сказали, що це неймовірний дебютний альбом».
У середовищі міжнародних критиків диск також удостоївся здебільшого позитивних відгуків. Тим не менш рецензія в журналі Billboard містить претензію до альбому в тому, що він не приніс нічого нового, а його «музичні опорні точки моментально впізнавані, і їх важко не помітити». Попри це, рецензент додав, що «Coldplay, здається, достатньо талановиті, щоб подолати цей ранній криза особистості», і назвав їх новою групою для США. За словами Метта Дайла з журналу Rolling Stone альбом «підноситься над тим, що справила на нього вплив, стаючи в кінцевому рахунку дійсно чудовим». Критик онлайн-видання All Music Guide Вілсон Маккензі відгукнувся про Parachutes, як про що представляє Coldplay молодими музикантами, все ще відточувати свою майстерність, і додав: «Parachutes гідний отриманої похвали, оскільки він слідував головному правилу представлення поп-пісень: зберігати емоції щирими та непідробленими». Роберт Крістгау вибрав дві пісні з альбому («Yellow» і «Don't Panic»), як вибіркові треки ().
Сайт Pitchfork Media менш захоплено поставився до пластинки, оцінивши її в 5,3 з 10. Спенсер Оуен побачив альбом «нешкідливим та милим», але «не більше» і не мають нічого, що принесе групі «звалилися з неба грошей та міжнародну популярність». Аналогічну думку висловив і The Village Voice, пишучий, що «Parachutes містить небагато моментів, що вимагають уваги, і на відміну від Travis хуки Coldplay слабкі».

## Список композицій
Автор музики і слів Ґай Берімен, Джонні Бакленд, Уїл Чемпіон і Кріс Мартін.. 
| #     | Назва                                                                                   | Тривалість |
| ----- | --------------------------------------------------------------------------------------- | ---------- |
| 1.    | «Don't Panic»                                                                           | 2:17       |
| 2.    | «Shiver»                                                                                | 4:59       |
| 3.    | «Spies»                                                                                 | 5:18       |
| 4.    | «Sparks»                                                                                | 3:47       |
| 5.    | «Yellow»                                                                                | 4:29       |
| 6.    | «Trouble»                                                                               | 4:30       |
| 7.    | «Parachutes»                                                                            | 0:46       |
| 8.    | «High Speed»                                                                            | 4:14       |
| 9.    | «We Never Change»                                                                       | 4:09       |
| 10.   | «Everything's Not Lost» (ends at 5:28; hidden song "Life Is for Living" starts at 5:39) | 7:15       |
| 41:44 |                                                                                         |            |

| Бонус-треки японського видання | Бонус-треки японського видання | Бонус-треки японського видання |
| #                              | Назва                          | Тривалість                     |
| ------------------------------ | ------------------------------ | ------------------------------ |
| 11.                            | «Careful Where You Stand»      | 4:45                           |
| 12.                            | «For You»                      | 5:42                           |
| 52:11                          |                                |                                |

## Чарти і сертифікації

### Тижневі чарти
| Чарт (2000—2010)                | Найвища позиція |
| ------------------------------- | --------------- |
| Australian Albums Chart         | 2               |
| Austrian Albums Chart           | 41              |
| Belgian Albums Chart (Flanders) | 24              |
| Belgian Albums Chart (Wallonia) | 44              |
| Canadian Albums Chart           | 19              |
| Czech Albums Chart              | 36              |
| Danish Albums Chart             | 29              |
| Dutch Albums Chart              | 29              |
| Finnish Albums Chart            | 29              |
| French Albums Chart             | 31              |
| German Albums Chart             | 54              |
| Italian Albums Chart            | 11              |
| Irish Albums Chart              | 2               |
| Mexican Albums Chart            | 66              |
| New Zealand Albums Chart        | 2               |
| Norwegian Albums Chart          | 1               |
| Spanish Albums Chart            | 47              |
| Swedish Albums Chart            | 20              |
| Swiss Albums Chart              | 38              |
| UK Albums Chart                 | 1               |
| US Billboard 200                | 51              |